# 악본
《악본》(樂本)은 신라의 학자 김대문(金大問)이 성덕왕 때에 펴낸 책이다. 현전하지 않는다.
김대문이 지은 《계림잡전》, 《고승전》, 《화랑세기》, 《한산기》라는 책과 함께 고려의 김부식이 《삼국사기》를 지을 때 중요한 자료가 되었다고 한다.

## 같이 보기
- 김대문